# 거문중학교 초도분교
거문중학교 초도분교(巨文中學校 草島分校)는 전라남도 여수시 삼산면 초도리에 있었던 공립 중학교이다.

## 학교 연혁
- 1967년 3월 10일: 개교
- 2017년 8월 31일: 50년만에 폐교[1]

## 참고 자료
- 거문중학교 초도분교 - 한국교육학술정보원 학교알리미